# Lighthouse X
Lighthouse X – duński zespół muzyczny założony w 2012 roku przez Sørena Bregendala, Martina Skrivera i Johannesa Nymarka. W 2016 roku zespół reprezentował Danię w 61. Konkursie Piosenki Eurowizji w 2016 roku.

## Historia zespołu
13 października 2014 roku ukazał się debiutancki singel grupy – „Kærligheden kalder”. Utwór dotarł do 37. miejsca Track Top-40. Po wydaniu kolejnego singla zatytułowanego „Hjerteløst” 16 lutego 2015 roku ukazał się pierwszy minialbum grupy zatytułowany po prostu Lighthouse X.
13 lutego 2016 roku trio wystąpiło z utworem „Soldiers of Love” w finale duńskich preselekcji eurowizyjnych Dansk Melodi Grand Prix 2016, które wygrali, zdobywając 42% głosów publiczności, dzięki czemu zostali ogłoszeni reprezentantami Danii w 61. Konkursie Piosenki Eurowizji organizowanym w Sztokholmie. 12 maja wystąpili w drugim półfinale konkursu i zajęli przedostatnie, 17. miejsce, przez co nie przeszli do finału.
W sierpniu 2016 zespół został rozwiązany. Swój ostatni koncert zagrali podczas duńskiej parady równości Copenhagen Pride, która odbyła się 17 sierpnia.

## Członkowie
- Søren Bregendal (ur. 6 września 1983)
- Martin Skriver (ur. 30 listopada 1986)
- Johannes Nymark (ur. 21 stycznia 1986)

## Dyskografia

### Minialbumy
- Lighthouse X (2015)

### Single
- „Kærligheden kalder” (2014)
- „Hjerteløst” (2015)
- „Nattens gløder” (2015)
- „It’s a Brand New Day” (2015)
- „Home” (2015)
- „Soldiers of Love” (2016)